# SDDS

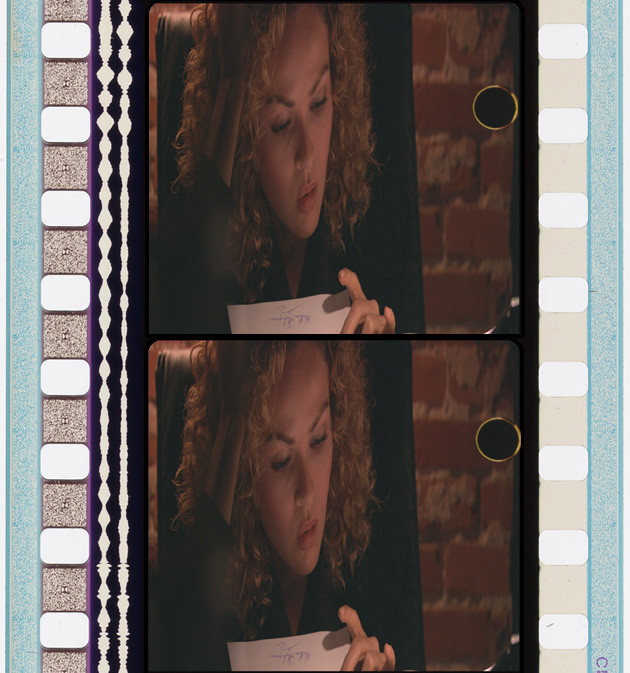
Es la imagen de unas de las primeras películas "Descent" Producida y dirigida por Jay Holben donde se usó el sonido SDDS

SDDS (Sony Dynamic Digital Sound) es un sistema de sonido digital lanzado en 1993 por Sony que proporciona unas altas prestaciones de audio multicanal para la proyección de películas en salas de cine. Solo está disponible su uso en salas comerciales y no en el ámbito doméstico.

## Características técnicas
El sistema SDDS se caracteriza por el uso de hasta 8 canales independientes de sonido (7.1) (Izquierdo, Izquierdo Central, Central, Derecho Central, Derecho, Subwoofer, Izquierdo Trasero y Derecho Trasero).
Las pistas SDDS se alojan en los márgenes de las películas estándar de 35 mm, sin ser incompatibles con las pistas ópticas analógicas de sonido analógico que permanecen donde siempre, de hecho las bandas sonoras SDDS de 35 mm se pueden oír en cualquier tipo de sala.
Debido al uso preponderante de los sistemas de sonido digital Dolby Digital o DTS en las salas de cine, el SDDS no está disponible en todas las salas, aunque actualmente muchas de las películas de Columbia Pictures, propiedad de Sony, se suelen grabar con este sistema.